# 椒芽田楽
椒芽 田楽（きのめ でんがく、生没年不詳）とは、江戸時代の名古屋の戯作者、浮世絵師。

## 来歴
姓は神谷氏、名は剛甫。椒芽田楽、木芽田楽、西郊田楽、西江田楽と号す。狂歌名は木芽亭田楽。名古屋西郊牧野村の医者で、寛政末期から文政初期にかけて戯作の執筆と洒落本の挿絵などを手掛ける。自画自作の著作には未刊が多い。享和のころ曲亭馬琴の門に入り、馬琴の紹介、校閲で黄表紙『挑灯庫闇夜七扮』を刊行している。また文化以降は江戸や名古屋の大手版元と手を組み戯作を出した。天保頃に没したといわれる。

## 作品
- 『挑灯庫闇夜七扮』　黄表紙　※田楽作、歌川豊国画。享和2年（1802年）刊行
- 『囲多好髷』　洒落本　※爰乎翁斎（ここをおきなさい）作、田楽画。寛政12年、未刊
- 『仮名詩御祭礼』　※並戸安売作、田楽画。寛政末刊行か、未刊
- 「きねこさ祭絵巻」　※文化13年（1816年）、中村岩塚七所社に奉納
- 『復讐梨園』　戯作　※田楽作、山本蘭亭画。文政2年刊行
- 『戯気縁起』　戯作　※田楽作、文政2年刊行か